# Danger de mort (film, 1985)
Pour les articles homonymes, voir Danger de mort.
Pour plus de détails, voir Fiche technique et Distribution.
Danger de mort (Опасно для жизни!, Opasno dlia jizni!) est un film soviétique réalisé par Leonid Gaïdaï, sorti en 1985,.

## Fiche technique
- Titre français : Danger de mort[3]
- Titre original : Опасно для жизни!, Opasno dlia jizni!
- Réalisateur : Leonid Gaïdaï
- Photographie : Vitali Abramov
- Musique : Maksim Dunaievski
- Décors : Feliks Yasoukevitch, Elena Tcheremykh
- Montage : Klavdia Aleieva
- Pays de production :  Union soviétique
- Langue de tournage : russe
- Format : Couleurs
- Genre : Mélodrame
- Durée : 93 minutes (1h33)
- Dates de sortie :
  - Union soviétique : 10 juin 1985
  - Allemagne de l'Est : 13 février 1987